# Борис Пуздерлиев
Борис Данев Пуздерлиев е български революционер, деец на Вътрешната македоно-одринска революционна организация.

## Биография
Борис Пуздерлиев е роден в град Щип, тогава в Османската империя. Брат е на Владимир и Благой Пуздерлиеви.
Обесен е от младотурците през 1912 година на централния мост в Щип заедно с Пане Гочев и Доне Гърдев.